# Orica (Francisco Morazán)
Orica est une municipalité du Honduras, située dans le département de Francisco Morazán. Elle est fondée en 1537. La municipalité d'Orica comprend 14 villages et 65 hameaux.

## Source de la traduction
- (en) Cet article est partiellement ou en totalité issu de l’article de Wikipédia en anglais intitulé « Orica, Francisco Morazán » (voir la liste des auteurs).